# اچ‌دی ۴۰۸۷۳
اچ‌دی ۴۰۸۷۳ یک ستاره است که در صورت فلکی ارابه‌ران قرار دارد.